# Politiezone Boortmeerbeek/Haacht/Keerbergen
De Politiezone Boortmeerbeek/Haacht/Keerbergen (zonenummer 5395) is een politiezone in de Vlaams-Brabantse gemeenten Boortmeerbeek, Haacht en Keerbergen (arrondissement Leuven). De zone bestrijkt een oppervlakte van 67,6 km² en telt zo'n 40.000 inwoners. 
Bij de politiehervorming in 2001 werd de zone opgericht als politiezone Haacht. Later werd de naam gewijzigd in politiezone Boortmeerbeek/Haacht/Keerbergen om duidelijk te maken dat de zone niet enkel de gemeente Haacht beslaat.
De korpschef was achtereenvolgens:
- 2002-2012: Ivo Pelgrims[1]
- 2014-2023: Wim D'haese[2]
- sinds 2023: Karen Plasschaert

In 2024 werd een nieuw politiekantoor gebouwd in Haacht (aan de rotonde Stationsstraat/Zoellaan): in mei 2025 neemt het korps zijn intrek in het gebouw. De locatie aan de Remi van de Sandelaan (in Haacht-centrum) wordt verlaten.